# داني باتون
داني باتون (بالإنجليزية: Danny Paton)‏ (27 يناير 1936 في المملكة المتحدة - 10 مارس 2011) هو لاعب كرة قدم بريطاني في مركز مهاجم داخلي. لعب مع أكسفورد يونايتد وهارت أوف ميدلوثيان ويوفل تاون وBedford Town F.C. ‏ ونادي كامبريدج ستي.

## وصلات خارجية
- داني باتون على موقع قاعدة بيانات كرة القدم.إي يو (الإنجليزية)